# یواس‌اس بریر (ای‌ام-۱۵۰)
یواس‌اس بریر (ای‌ام-۱۵۰) (به انگلیسی: USS Barrier (AM-150)) یک کشتی بود که طول آن ۱۸۴ فوت ۶ اینچ (۵۶٫۲۴ متر) بود. این کشتی در سال ۱۹۴۳ ساخته شد.